# Condylostylus perspicuus
Condylostylus perspicuus är en tvåvingeart som beskrevs av Becker 1922. Condylostylus perspicuus ingår i släktet Condylostylus och familjen styltflugor. Inga underarter finns listade i Catalogue of Life.